# Вейль, Анри
Анри Вейль (1818—1909) — филолог-классик.

## Биография
Учился в Бонне, Берлине, одно время в Лейпциге, затем в Париже, где и натурализировался, занимаясь преподавательской деятельностью в Страсбурге и Безансоне. С 1876 года состоял учителем греческой литературы в парижской École Normale supérieure и в École des Hautes-Études. В 1882 году избран в члены Академии надписей. Член-корреспондент СПб. АН c  декабря 1882 года по историко-филологическому отделению (разряд классической филологии и археологии).

## Сочинения
- «De l’ordre des mots dans les langues anciennes, comparées aux langues modernes» (Париж, 1844; 3 изд., 1879);
- «Théorie générale de l’accentuation latine» (вместе с Бенлевом, 1855);
- Издание Эсхила с латинскими комментариями (2 т., Гисс., 1861—1867), семи трагедий Эврипида с французскими комментариями (Париж, 1868, 2 изд. 1879), нескольких речей Демосфена; издание вновь открытых отрывков из Эврипида и других греческих писателей (Пар., 1879).